# Mint Car
«Mint Car» es el vigesimonoveno sencillo de la banda británica The Cure, lanzado en junio de 1996 como el segundo de su álbum Wild Mood Swings.
Alcanzó la trigesimoprimera posición en las listas británicas de sencillos, y la decimocuarta en la lista estadounidense Billboard Modern Rock Tracks. 
Robert Smith ha dicho sobre la canción que pensaba que era mejor y por tanto recibiría una recepción más cálida, que «Friday I'm in Love».
"Oensé que era una canción mejor que 'Friday'. Pero no hizo absolutamente nada porque no éramos la banda en ese momento. El espíritu de la época no era correcto. Me enseñó que a veces hay un punto de inflexión, y si eres la banda, eres la banda, incluso si no quieres serlo, y no hay nada que puedas hacer al respecto".
El sencillo incluye dos remezclas de la canción, así como tres canciones no disponibles en el álbum. Todos los lados B, a excepción de las remezclas, aparecen en el recopilatorio de rarezas de 2004 Join the Dots.

## Lista de canciones
| Sencillo CD 1 (Reino Unido) 1. «Mint Car» - radio mix 2. «Home» 3. «Mint Car» - buskers mix Sencillo CD 2 (Reino Unido) 1. «Mint Car» - electric mix 2. «Waiting» 3. «A Pink Dream» Sencillo CD (Francia) 1. «Mint Car» (Radio Mix) 2. «Home» | Sencillo CD (Estados Unidos) 1. «Mint Car» (Electric Mix) 2. «Waiting» 3. «A Pink Dream» 4. «Mint Car» (Buskers Mix) Sencillo CD (Europa) 1. «Mint Car» - radio mix 2. «Home» 3. «Waiting» 4. «A Pink Dream» |

- Todas las canciones fueron escritas por Smith, Gallup, Bamonte, Cooper y O'Donnell.

## Posicionamiento en listas
| Listas (1996)                          | Mejor posición |
| -------------------------------------- | -------------- |
| Australia (ARIA)                       | 100            |
| Canadá (RPM Rock/Alternative)          | 17}}           |
| Escocia (Scottish Singles Sales Chart) | 47             |
| Estados Unidos (Billboard Hot 100)     | 58             |
| Estados Unidos (Alternative Airplay)   | 14             |
| Finlandia (OFC)                        | 20             |
| Reino Unido (UK Singles Chart)         | 31             |

## Músicos
- Robert Smith — guitarra, voz
- Simon Gallup — bajo
- Perry Bamonte — guitarra
- Roger O'Donnell — teclado
- Jason Cooper — batería, percusión

## Otros usos
- La canción fue utilizada en la película A Lot Like Love de 2005 e incluida en la banda sonora.[11]
- El título se menciona en la canción de The Format, "Dead End", de su álbum Dog Problems de 2006.[12]